# Варсанґулумп
Ва́рсанґулумп (ест. Varsangulump) — природне озеро в Естонії, у волості Вастселійна повіту Вирумаа.

## Розташування
Варсанґулумп належить до Чудського суббасейну Східноестонського басейну.
Озеро лежить на північ від села Тсолі.

## Опис
Загальна площа озера становить 0,2 га. Довжина берегової лінії — 202 м.